# Miskatonic
La rivière Miskatonic est un cours d'eau fictif du Pays de Lovecraft, décrit par l'écrivain américain Howard Phillips Lovecraft dans les années 1920-1930.
Elle sert de trait d'union entre les différentes localités du Pays de Lovecraft et donne son nom à la Miskatonic University d'Arkham.
Son nom clairement indien rappelle le passé sauvage de la Nouvelle-Angleterre, dont Lovecraft joue souvent pour renforcer l'ambiance oppressante de ses créations.